# Kaori Yamaguchi
Pour les articles homonymes, voir Yamaguchi.
Kaori Yamaguchi, née le 26 décembre 1964, est une judokate japonaise. 

## Palmarès international
| Année | Compétition                     | Lieu        | Résultat | Catégorie      |
| ----- | ------------------------------- | ----------- | -------- | -------------- |
| 1980  | Championnats du monde           | New York    | 2e       | Moins de 52 kg |
| 1981  | Championnats d'Asie             | Jakarta     | 1re      | Moins de 52 kg |
| 1982  | Championnats du monde           | Paris       | 2e       | Moins de 52 kg |
| 1984  | Championnats du monde           | Vienne      | 1re      | Moins de 52 kg |
| 1985  | Championnats d'Asie             | Koweït City | 1re      | Moins de 52 kg |
| 1986  | Championnats du monde           | Maastricht  | 2e       | Moins de 52 kg |
| 1987  | Championnats du monde           | Essen       | 2e       | Moins de 52 kg |
| 1988  | Jeux olympiques (démonstration) | Séoul       | 3e       | Moins de 52 kg |